# Provinces et territoires proposés au Canada
Depuis la Confédération canadienne de 1867, il existe plusieurs propositions de création de nouvelles provinces ou nouveaux territoires.

## Procédure

Évolution du Canada.

Lors de sa création en 1867, la Confédération canadienne comptait quatre provinces : l'Ontario, le Québec, la Nouvelle-Écosse et le Nouveau-Brunswick.
Depuis, six provinces et trois territoires ont rejoint le Canada :
- des possessions coloniales du Royaume-Uni ont été transférées au Canada : la Terre de Rupert et le Territoire du Nord-Ouest devenus les Territoires du Nord-Ouest (1870), la Colombie-Britannique (1871), l'Île-du-Prince-Édouard (1873) et Terre-Neuve devenues des provinces ;
- des portions de territoire canadien ont été détachés des Territoires du Nord-Ouest : la province du Manitoba (1870), le district de Keewatin (1876-1905), le territoire du Yukon (1898), les provinces de l'Alberta et de la Saskatchewan (1905), le territoire du Nunavut (1999).

L'admission de Terre-Neuve, de l'Île-du-Prince-Édouard et de la Colombie-Britannique ainsi que l'intégration de la Terre de Rupert et du Territoire du Nord-Ouest était prévue par l'article 146 de la Acte de l'Amérique du Nord britannique de 1867. L'Acte de l'Amérique du Nord britannique de 1871 a autorisé la création de nouvelles provinces par le Parlement du Canada, ce qui a permis de créer l'Alberta et la Saskatchewan.
La création de territoires relève d'une loi du Parlement du Canada. C'est ainsi qu'a été créé le Nunavut.
Depuis 1982 et l'adoption de la Loi constitutionnelle de 1982, la création d'une nouvelle province au sein de la Confédération nécessite une modification de la Constitution. L'article 42 de la Loi constitutionnelle de 1982 prévoit qu'une telle modification nécessite l'accord de chaque chambre du Parlement et des deux tiers des provinces.

## Propositions de nouvelles provinces au sein du territoire canadien
| Région                    | Territoire                                  | Description |
| ------------------------- | ------------------------------------------- | --- |
| Provinces de l'Atlantique | Province acadienne                          | À l'image de la république du Madawaska, ce projet, proposé par le parti acadien, proposait de former une nouvelle province à partir des régions francophones du Nouveau-Brunswick. Lors élections générales néo-brunswickoises de 1978, une plateforme similaire, celle du parti progressiste-conservateur, promettait d'accroître le rôle de la communauté acadienne dans la province. |
| Provinces de l'Atlantique | Île du Cap-Breton                           | L'Île du Cap-Breton a déjà été une colonie britannique séparée de 1713 à 1763 et de 1784 à 1820, mais elle fait maintenant partie de la Nouvelle-Écosse. L'idée d'une séparation entre l'île et la province a refait surface avec le Cape Breton Labour Party entre 1982 et 1984. |
| Provinces de l'Atlantique | Labrador                                    | Le Labrador Party a déjà milité pour la séparation du territoire du Labrador du reste de Terre-Neuve-et-Labrador. Cette proposition est soulevée de nouveau en 2016 lorsque des Labradoriens ont lancé une pétition à leur député au niveau fédéral, et à leurs membres de l'assemblée législative au niveau provincial, affirmant que la région du Labrador est sous-financée par le gouvernement provincial pour des infrastructures telles que les routes ; contrairement à Terre-Neuve ; alors qu'il profite grandement de ses ressources. Aucun des représentants n'a encore répondu à ce mouvement. |
| Provinces de l'Atlantique | Nunatsiavut                                 | Le Nunatsiavut est un territoire au nord du Labrador habité principalement par des Inuits et il a été proposé qu'il quitte la province de Terre-Neuve-et-Labrador pour former un territoire similaire à celui du Nunavut. Le 1er décembre 2005, certains pouvoirs lui ont été attribués tout en restant dans la province. |
| Provinces de l'Atlantique | NunatuKavut                                 | Le NunatuKavut est un territoire au sud du Labrador habité principalement par les NunatuKavummiut, des métis descendant de femmes inuites et d'hommes européens. |
| Provinces de l'Atlantique | Union des Maritimes                         | Proposition de fusion des trois provinces maritimes — Nouveau-Brunswick, Nouvelle-Écosse et Île-du-Prince-Édouard — en une seule province et qui serait la cinquième plus grande en termes de population. Un projet d'« Union de l'Atlantique » existe en y ajoutant la province de Terre-Neuve-et-Labrador. |
| Québec                    | Abitibi-Témiscamingue                       | Wilfrid Sabourin, Agent d'assurance à Val-d'Or, en a assez de voir les fonds publics dilapidés pour l'Expo 67 alors que l'Abitibi-Témiscamingue et le nord de l'Ontario peinent à subvenir aux besoins primaires des habitants. Une enquête de la GRC ainsi que des subventions du gouvernement finissent par faire avorter le projet. |
| Québec                    | Kanienkehaka                                | Au cours de la période préparatoire au référendum de 1995 au Québec, des leaders Mohawk demandaient d'avoir le droit de faire sécession du Québec si le Québec faisait sécession du Canada. Dans un documentaire présenté sur CBC Television, le premier ministre québécois de 1995, Jacques Parizeau, avait affirmé que si le « oui » l'avait emporté, il aurait permis aux communautés mohawks de se séparer du Québec. |
| Québec                    | Province de Montréal (en)                   | La proposition de faire de Montréal une province séparée du Québec existe depuis le XXe siècle, principalement dans le cadre des référendums sur l'indépendance québécoise : en 1995 un mouvement exigeait d'avoir le droit de faire sécession du Québec si le Québec faisait sécession du Canada afin notamment que quelques régions anglophones, dont le West Island, puissent rester au sein du Canada. |
| Québec                    | Nunavik                                     | Située au nord de la province, le Nunavik est une région composée de communautés majoritairement autochtones, également, demande un statut similaire au Nunatsiavut. |
| Québec                    | Saguenay-Lac-Saint-Jean                     | André Harvey, ancien député fédéral de la circonscription de Chicoutimi—Le Fjord, aurait eu l'idée de créer une nouvelle province au Saguenay-Lac-Saint-Jean en raison du nombre élevé de séparatistes dans cette région. Il affirmait aussi que la région avait une culture différente du reste du Québec et qu'elle avait déjà son propre drapeau. |
| Ontario                   | Comtés unis de Prescott et Russell          | Un projet a été découvert sur Facebook du Mouvement Fédération-Indépendance des Comtés unis de Prescott et Russell afin que ce comté ontarien devienne une province francophone au Canada selon ce wiki MFICUPR. |
| Ontario                   | Nord de l'Ontario                           | Au fil des années, de nombreux mouvements se sont succédé. Le premier mouvement a eu lieu à Sudbury quand le gouvernement provincial a décidé de taxer les mines dans les années 1890 suivi d'un second après la création de l'Alberta et de la Saskatchewan en 1905. Dans les années 40, une organisation nommée New Province League avait pour but de faire pression pour la création d'une nouvelle province baptisé Aurora. En 1966, un comité de maires dont ceux de Fort William, Espanola, Kapuskasing, North Bay, Sudbury ainsi que Timmins est formé afin d'étudier la faisabilité pour faire du Nord de l'Ontario une nouvelle province. Dans les années 70, le Northern Ontario Heritage Party est fondé et proposait la création d'une province distincte et séparée du Sud de l'Ontario, mais le parti n'a pas attiré un large soutien électoral. Il faudra attendre jusqu'en 2010 pour le Northern Ontario Heritage Party fasse son retour, mais préconise une plus grande autonomie régionale et a écarté l'idée de créer une nouvelle province. En 2016, le parti est incorporé dans celui du Northern Ontario Party, mais abandonna l'idée de se séparer et n'obtint aucun siège lors des élections générales ontariennes de 2018. En 1999, le Northeastern Ontario Municipal Association, composé de 14 maires de la région, envoie une lettre au premier ministre Jean Chrétien lui demandant les conditions nécessaires pour se séparer de l'Ontario afin de former une nouvelle province. En 2006, le Northern Ontario Secession Movement, parti similaire au Northern Ontario Heritage Party, est fondé mais n'a pas plus eu de soutien électoral. |
| Ontario                   | Nord-ouest de l'Ontario                     | En 2006, plusieurs résidents du nord-ouest de l'Ontario, soit au nord et à l'ouest du lac Supérieur jusqu'aux frontières du Manitoba, ont proposé que cette région se sépare de l'Ontario pour se joindre au Manitoba, en raison de la perception que le gouvernement de l'Ontario n'accorde pas une attention suffisante aux questions de la région. Un papier dans le Canadian Public Policy suggérait de fusionner la région à la province du Manitoba pour créer une nouvelle province au nom de Mantario. |
| Ontario                   | Région de la capitale nationale             | À plusieurs moments, un projet a été proposé pour la région métropolitaine, constituée d'Ottawa, en Ontario, et Gatineau, au Québec, qui serait un quartier séparé, un peu comme le Territoire de la capitale australienne ou comme Washington. |
| Ontario                   | Province de Toronto (en)                    | Toronto est reconnu comme étant la plus grande ville du Canada. Certains soutiennent que le reste de l'Ontario bénéficie de Toronto, mais pas l'inverse. Certains militants ont fait pression pour créer la province de Toronto. L'ancien maire de Toronto, Mel Lastman, alors qu'il était en poste, a d'ailleurs proposé cette idée, car il percevait que la province de l'Ontario demandait beaucoup de ressources fiscales de Toronto sans fournir le support nécessaire pour les services publics dans la ville. |
| Ouest canadien            | Province de Buffalo                         | Buffalo avait été proposé comme nouvelle province en 1905. Elle aurait été composée des parties du sud des provinces de la Saskatchewan et de l'Alberta ainsi que les plus grandes villes de ces provinces (Calgary, Edmonton, Saskatoon et Regina, qui aurait été la capitale de la province). Les régions au nord des deux provinces aurait appartenu aux Territoires du Nord-Ouest. Le promoteur principal était Sir Frederick Haultain, qui était premier ministre des Territoires du Nord-Ouest, qui avait affirmé en 1904 que "Une grande province pourrait faire des choses qu'aucune autre province ne pourrait faire". Par contre, la proposition de créer une nouvelle province n'était pas populaire, spécialement avec la majorité de la population de Calgary et d'Edmonton qui avaient chacun leur propre ambition d'être une capitale (seul Edmonton est devenu la capitale de l'Alberta). Par la suite, le premier ministre du Canada, Sir Wilfrid Laurier a divisé les provinces de l'Alberta et de la Saskatchewan. |
| Ouest canadien            | Île de Vancouver                            | À la suite du découpage des circonscriptions électorales pour les élections fédérales de 2015, deux groupes séparatistes ont émergé afin que l'île devienne une province ou un pays,. Également, ses groupes demandent que l'assemblée législative de la Colombie-Britannique, qui est à Victoria, déménage dans une autre ville afin d'accélérer le processus de séparation afin de hisser le drapeau de l'ancienne colonie britannique de l'Île de Vancouver en 2021. Le Vancouver Island Party avait proposé de faire un référendum sur la question pour les résidents de l'île en 2021. |
| Nord canadien             | Yukon, Territoires du Nord-Ouest et Nunavut | Chacun des trois territoires canadiens a déjà fait pression pour passer du statut de territoire à celui de province. |

## Propositions hors du Canada

### États-Unis
Lors élections fédérales canadiennes de 1979, le Parti Rhinocéros, un parti politique satiriste, voulait annexer les États-Unis pour proposer de créer un 3e territoire (alors qu'il n'y avait que le Yukon et les Territoires du Nord-Ouest à l'époque). Plus tard, lors de l'élection présidentielle américaine de 2004, quelques Américains ont distribué la carte du Jesusland, qui proposait que les 19 États des États-Unis de couleur bleue se séparent des États-Unis pour se joindre au Canada comme étant de nouvelles provinces. Dans les deux cas, ces annexions étaient des idées purement satiriques, bien plus qu'une proposition sérieuse. Par contre, des mouvements annexionnistes veulent le contraire dont faire du Canada le "51e État".
Les deux pays également connus pour leur frontière dont la plus longue frontière du monde avec 8 891 kilomètres a été la scène de nombreuses querelles comme la dispute de la frontière de l'Alaska.
| Territoire                                 | Description |
| ------------------------------------------ | --- |
| l'Angle nord-ouest et Elm Point, Minnesota | Pour de nombreuses raisons, les habitants de Northwest Angle veulent se séparer des États-Unis en 1997. Premièrement, le système routier du secteur est coupé du reste du pays à l'exception en hiver avec la route de glace. Deuxièmement, la restriction sur la pêche dans le lac des Bois. L'année suivante, le représentant du district, Collin Peterson, propose un amendement à la Constitution autorisant les habitants de Northwest Angle, qui fait partie de son district, à voter pour se séparer des États-Unis et rejoindre le Canada, provoquant la colère des dirigeants de la réserve indienne de Red Lake, qui contient la plupart des terres de l'angle nord-ouest,. Si une séparation avait eu lieu, beaucoup se posent la question si Elm Point, un territoire vierge, devrait en faire partie. |
| Maine                                      | Plusieurs personnes militent pour que l'État devienne une province canadienne. |
| Point Roberts, Washington                  | Cette zone non incorporée située sur la péninsule Tsawwassen voulait passer du côté américain à celui canadien en 1949. Pourtant, le territoire bénéficie depuis les années 1980 du même système d’aqueduc que le Grand Vancouver, une étroite collaboration entre les services d'incendie de Delta et de la localité et jusqu'en 1988, le service téléphonique BC Tel (aujourd'hui Telus). |
| Vermont                                    | Des mouvements séparatistes locaux proposent que l'État devienne souverain ou une province canadienne. |

### Europe
| Territoire          | Description |
| ------------------- | --- |
| Écosse, Royaume-Uni | Après le référendum sur l'appartenance du Royaume-Uni dans l'Union européenne, l'Écosse, qui a voté majoritairement pour rester dans l'Union européenne, s'est vu élever de nombreuses voix réclamant un second référendum sur l'indépendance incluant le Parti national écossais. En entrevue à la BBC, l'auteur canadien Ken McGoogan suggère que l'Écosse rejoigne le Canada. |
| Islande             | Lors de la crise financière de 2008 à 2011, un groupe nommé Invite Iceland In a été fondé dans le but de promouvoir l'Islande comme la onzième province canadienne. N'ayant pas eu de soutien politique, une proposition à petite échelle pour remplacer la couronne islandaise par le dollar canadien a suscité l'attention de la politicienne Jóhanna Sigurðardóttir.          |

### Territoires outre-mer

#### France
| Territoire               | Description |
| ------------------------ | --- |
| Saint-Pierre-et-Miquelon | De nombreux politiciens de l'archipel se sont montrés favorables pour fusionner avec le Canada (annexé à la province de Québec ou comme nouveau territoire). Ceci permettrait l'accès à une zone de pêche plus vaste que celle imposée par la France. |

#### Royaume-Uni
Vers la fin du XIXe siècle, de nombreux territoires britanniques ont tenté d'entrer dans la confédération canadienne. En 1905, le politicien britannique Ian Malcolm se disait favorable à transférer un ou plusieurs territoires au Canada.
Lors de la Conférence de paix de Paris, le sujet est remonté en surface et bien accueilli par le premier ministre Robert Borden. Ce dernier avait l'intention d'en vendre quelques-uns aux États-Unis en échange du sud-est de l'Alaska.

##### Actuels
| Territoire              | Description |
| ----------------------- | --- |
| Bermudes                | En 1949, Henry Vassey, alors président du Bermuda Trade Development Board, exhorta l'Assemblée législative des Bermudes à rechercher une union politique avec le Canada. Dans un autre contexte, quatre congrégations de l'Église méthodiste des Bermudes s'unissent à l'Église unie du Canada pour fonder la Bermuda Presbytery of the United Church's Maritime Conference à Sackville au Nouveau-Brunswick. Par conséquent, l'Église de l'Armée du salut déserte le Canada et les Bermudes, également, les pasteurs voyagent d'un pays à l'autre. En 2009, les premiers ministres néo-écossais et bermudien signent un accord de cinq ans visant à renforcer les liens de la Nouvelle-Écosse avec les Bermudes et à accroître les possibilités d'exportation de services, de tourisme, de transport et de santé. Les firmes de comptable agréé des deux pays sont l'un des principaux liens qu’entretient le Canada avec les Bermudes. |
| Îles Malouines          | À la suite de la Première Guerre mondiale, la Grande-Bretagne chercha à consolider son empire colonial. Certains des territoires sont annexés à l'Australie, la Nouvelle-Zélande ainsi qu'au Canada. Le premier ministre britannique David Lloyd George envisageait de donner Terre-Neuve et les îles Malouines au gouvernement canadien, mais la plupart des Canadiens n'étaient pas intéressés en raison de la ferme volonté du Canada de maintenir la politique consistant à ne pas devenir une force colonisatrice dans le monde. |
| Îles Turques-et-Caïques | La première tentative d'annexion des îles Turques-et-Caïques remonte en 1917 à la suite d'une proposition du premier ministre Borden. Vers 1974, Max Saltsman, membre du Nouveau Parti démocratique, échoua dans sa tentative. En 1986, le progressiste-conservateur A. Daniel McKenzie relance l'idée, mais elle fut rejetée par son parti l'année suivante. En 1990, le support pour l'intégration des îles dans le Canada en tant que "11e province" était de 90 %. En 2003, ce support s'était affiché à 60 %. En 2004, Peter Goldring, député conservateur d'Edmonton-Est, rédigea une motion demandant au gouvernement canadien d'examiner la question, mais son parti a décliné l'invitation en invoquant des problèmes liés à l'immigration, au tourisme et à l'économie. La même année, la Nouvelle-Écosse a voté pour incorporer les îles à sa province pour éviter que les îles subissent des problèmes d'admission. En 2009, le Ottawa Citizen a publié un article sur l'intérêt du gouvernement canadien d'ouvrir un port en eau profonde dans les Caraïbes pour un nouveau marché pour les produits canadiens. Un projet dénoncé et jugé "inabordable" pour la qualité de vie de la population et la sécurité de l'hémisphère. En 2014, Rufus Ewing, premier ministre des îles Turques-et-Caïques, se rend au Canada pour améliorer leurs relations et un possible "mariage" dans le futur,. Cette union entre les deux pays suscite la controverse pour certaines personnes à cause de l'aide du Canada en Haïti. |

##### Anciens
| Territoire                        | Description |
| --------------------------------- | --- |
| Bahamas                           | En 1911, de sérieuses discussions ont été entamées pour l'accession des Bahamas à la confédération canadienne. Les discussions ont été interrompues à cause d'une importante migration d'Afro-américains fuyant les violences en Oklahoma. Malgré une reprise des discussions au mois de septembre suivant les élections fédérales canadiennes, le nouveau premier ministre Robert Borden se montre contre l'idée d'entrer les Bahamas dans la confédération. Sa raison fut éventuellement influencée par la population canadienne qui ne tolérerait pas l'admission d'une province à majorité noire.    |
| Barbade                           | En 1884, la société de l'agriculture au Barbade a envoyé une lettre à Sir Francis Hincks où elle affirmait une position favorable à ce que l'île soit membre de la confédération canadienne. En 2008, l'ancien président du BIBA s'est questionné sur une possible union politique entre la Barbade et le Canada. |
| Fédération des Indes occidentales | En 1952, dans une lettre de T.G. Major, un délégué commercial du Canada à Trinité-et-Tobago, celui-ci a déclaré à la sous-secrétaire d'État aux affaires extérieures que le président de la fédération ne pouvait pas parvenir à un consensus clair pour le style exact d'une union fédérale avec le Canada. Lors d'une conférence parlementaire qui s'est tenue à Ottawa, il a été mentionné que le Honduras britannique (connu aujourd'hui sous le nom de Bélize) a montré le plus d'intérêt dans une union avec le Canada.                                                                            |
| Jamaïque                          | Lors d'une crise politique qui secoua l'île en 1882, l'une des options fut d'annexer le territoire au Canada. Mais cette mention a été rejetée à la suite d'un vote de l'assemblée législative de la Jamaïque. |
| Dominion de Terre-Neuve           | À la suite de la Première Guerre mondiale, la Grande-Bretagne chercha à consolider son empire colonial. Certains des territoires sont annexés à l'Australie, la Nouvelle-Zélande ainsi qu'au Canada. Le premier ministre britannique David Lloyd George envisageait de donner Terre-Neuve et les îles Malouines au gouvernement canadien, mais la plupart des Canadiens n'étaient pas intéressés en raison de la ferme volonté du Canada de maintenir la politique consistant à ne pas devenir une force colonisatrice dans le monde. Le territoire ne rejoindra la confédération canadienne qu'en 1949. |